# Christopher Scarver
Christopher J. Scarver (* 6. července 1969, Milwaukee, Wisconsin, USA) je americký vrah. Po jedné loupežné vraždě dostal doživotí, ve věznici dne 28. listopadu 1994 zabil své spoluvězně vrahy Jeffreyho Dahmera a Jesseho Andersona. O svém činu mluví jako o "práci boha".

## Životopis

### Mládí
Christopher Scarver byl druhý syn z pěti dětí narozených v Milwaukee. Navštěvoval Madisonovu univerzitu, z níž nakonec musel odejít. Jeho matka ho nakonec vyhodila z domu kvůli jeho rostoucímu alkoholismu.
Scarver začal pracovat jako tesař ve firmě, kvůli problémům ve vedení ho nakonec vedoucí John Feyen propustil, s čímž se Scarver nesmířil.
Jelikož v té době se do Milwaukee přistěhovala i Scarverova budoucí oběť Jeffrey Dahmer (jeho první obětí se zde stal Raymond Smith), je možné, že se Scarver s Dahmerem minuli, každopádně však jeho případnou nabídku focení nahých fotek či na sledování televize v Dahmerově bytě (tak Dahmer lákal své oběti k sobě domů) nereagoval.

### Vražda
V noci 1. června 1990 přišel Scarver do Feyenovy kanceláře. Kromě Feyena tam našel i řadového pracovníka Stevena Lohmana. Scarver na něj zamířil pistolí a chtěl po něm peníze. Když dostal pouhých 15 dolarů, řekl "Ty si myslíš, že tě škádlím, Hitlere? Já potřebuji víc peněz!" a v záchvatu zuřivosti Lohmana zastřelil.
Feyen začal zmateně koktat. Dal Scarverovi šek na 3 000 dolarů a utekl na policii. Scarver byl zatčen a v roce 1992 odsouzen na doživotí. Byl poslán do Columbia Correctional Instituion v Portage ve Wisconsinu. Lékaři mu diagnostikovali schizofrenii.

### Vražda Dahmera a Andersona
Ráno 28. listopadu 1994 byl Scarver přiřazen k uklízečům záchodů. Spolu s ním šli i Jeffrey Dahmer a Jesse Anderson. Stráže čekaly venku před místností.
Všichni tři vězni se začali bavit koho zabili či jakého jiného prohřešku se dopustili. Když o sobě mluvil Dahmer, Scarver vzal železnou tyč pod umyvadlem a praštil nic netušícího Dahmera do zad. Ten se rychle vzchopil, ale schytal další ránu do obličeje, po níž se už nezvedl. Scarver ho začal mlátit jako "smyslů zbavený". Když bylo po všem, zmlátil i Andersona.
Když do místnosti přišly stráže, rychle Scarvera zneškodnily. Zraněným se však už nedalo pomoci. Dahmer zemřel během převozu do nemocnice na rozsáhlá poranění hlavy, Anderson zemřel o dva dny později.
Scarver svého činu nikdy nelitoval a řekl, že chtěl pomstít všechny Dahmerovy černošské oběti. Za tyto vraždy však dostal další dva doživotní tresty. Dne 12. května 2001 se pokusil spáchat sebevraždu předávkováním thorazinem. Ve vězení je doposud.